# Mockingbird Don't Sing
Mockingbird Don't Sing (traducción al español: Ruiseñor no canta, conocida como Katie, la niña salvaje) es una película estadounidense dramática de 2001 dirigida por Harry Bromley Davenport, protagonizada por Melissa Errico y Sean Young, y basada en la historia real de Genie, una "niña salvaje" del siglo XX; a pesar de esto, todos los nombres son ficticios por razones legales. El nombre de "Genie" se ha cambiado a "Katie". La película fue lanzada a los teatros de EE. UU. el 4 de mayo de 2001. Ésta ganó el premio al mejor guion en el Festival Internacional de Cine de Rhode Island, empatando con Wings of Hope (Alas de Esperanza).

## Sinopsis
La historia comienza en el año 1970 y relata la vida de Katie Standon (Tarra Steele), una chica que ha sido encarcelada por sus padres en una habitación y sin posibilidad de ningún contacto humano desde que tenía tan solo un año de vida, y que a los 13 años es hallada y presentada de manera impactante ante el mundo. La película es contada desde el punto de vista de la Dra. Sandra Tannen (Melissa Errico), una profesora de lingüística de la Universidad de California en Los Ángeles que intenta ayudar y educar a Katie.